# الحصول على البيانات السريرية
مكن الحصول على بيانات التجارب السريرية أو جمعها من خلال طرق مختلفة قد تشمل، على سبيل المثال لا الحصر، أيًا مما يلي: السجلات الطبية الورقية أو الإلكترونية، والنماذج الورقية المكتملة في الموقع، وأنظمة الاستجابة الصوتية التفاعلية، والانظمة المحلية لإلتقاط البيانات الإلكترونية ، أو الأنظمة المركزية المعتمدة على الويب.
يمكن القول أنه لا توجد وثيقة أكثر أهمية من الأداة المستخدمة للحصول على البيانات في التجربة السريرية باستثناء البروتوكول الذي يحدد إجراء تلك التجربة السريرية . تعتمد جودة البيانات المجمعة في المقام الأول على جودة تلك الأداة. بغض النظر عن مقدار الوقت والجهد المبذول في إجراء التجربة السريرية ، إذا لم يتم جمع نقاط البيانات الصحيحة، فقد لا يكون من الممكن إجراء تحليل ذي معنى. ويترتب على ذلك أنه يجب إيلاء أقصى قدر من الاهتمام لتصميم هذه الأداة وتطويرها وضمان جودتها.
تستخدم إرشادات المجلس الدولي لتنسيق المتطلبات التقنية للمستحضرات الصيدلانية للاستخدام البشري(ICH) بشأن الممارسة السريرية الجيدة (GCP) مصطلح " نموذج تقرير الحالة " (CRF) للإشارة إلى هذه الأنظمة. وبغض النظر عن نوع نموذج تقرير الحالة الذي يتم استخدامه، فإن جودة البيانات وسلامتها لها أهمية قصوى.

## أنظر أيضا
- نموذج تقرير الحالة
- الاتحاد للمعايير المتعلقة بتبادل البيانات السريرية (CDISC)
- نظام إدارة البيانات السريرية (CDMS)
- بنية الوثائق السريرية (CDA)
- إدارة البيانات
- التوجيه 95/46 / EC بشأن حماية البيانات الشخصية
- التقاط البيانات الإلكترونية
- قانون نقل التأمين الصحي ومسؤولياته (HIPAA)
- مستوى الصحة 7
- النتيجة التي أبلغ عنها المريض
- الـ SmartPen - نظام تكنولوجي للتشفير الرقمي وإرسال نماذج تقرير الحالة
- المشاركة
- عنوان 21 CFR الجزء 11

## روابط خارجية
- موقع إدارة الغذاء والدواء الأمريكية: لوائح إدارة البيانات السريرية
- جمعية إدارة البيانات السريرية
- جمعية إدارة البيانات السريرية